# Ritchie Torres

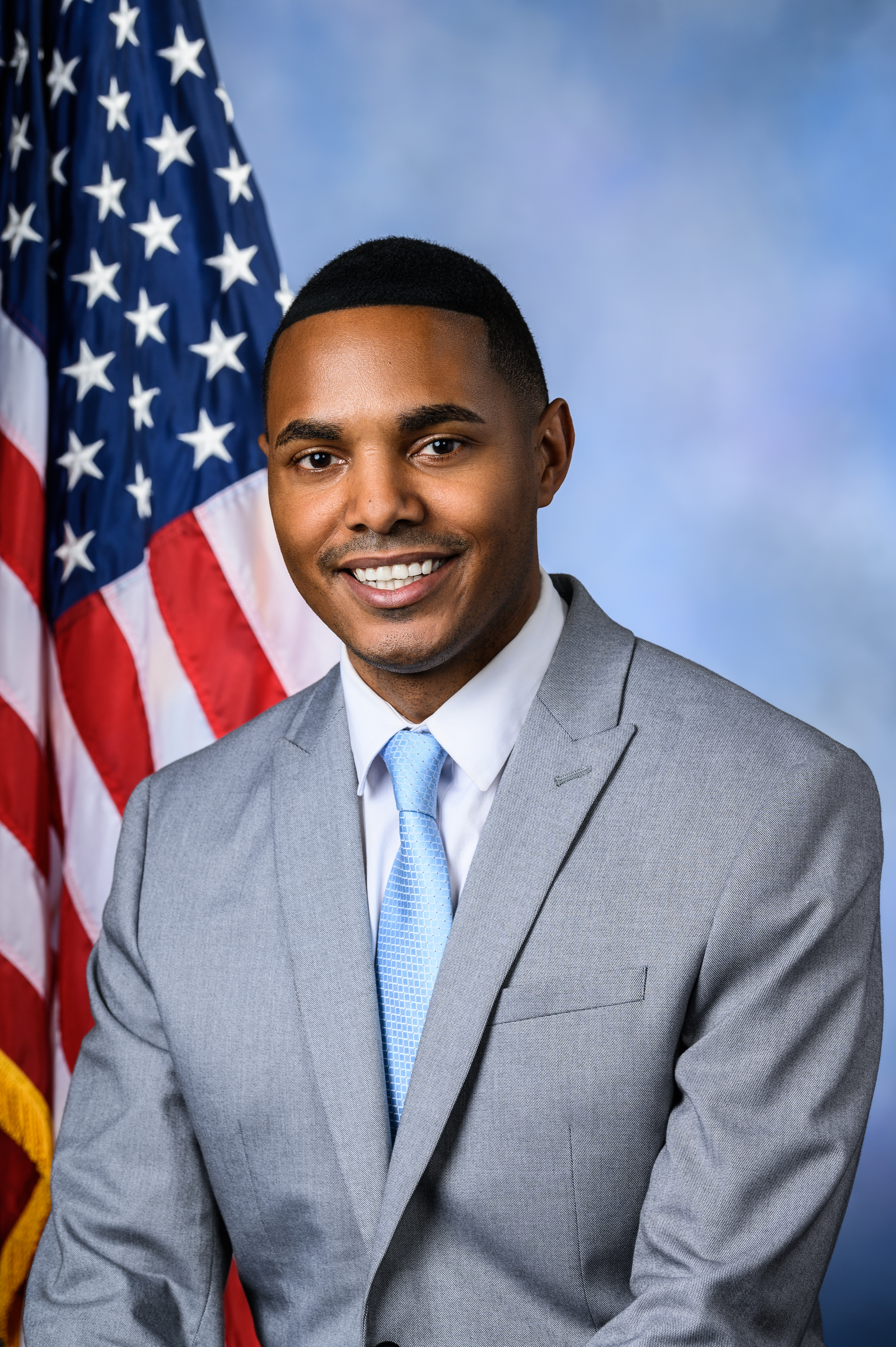
Ritchie Torres (2021)

Ritchie John Torres (* 12. März 1988 in New York City) ist ein US-amerikanischer Politiker der Demokratischen Partei. Er ist seit 2021 Abgeordneter im Repräsentantenhaus der Vereinigten Staaten und vertrat Dort den 15. Kongresswahlbezirk des Staates New York. Damit sind er und Mondaire Jones die ersten schwarzen bekennenden Homosexuellen, die in den Kongress gewählt wurden. Torres ist zugleich der erste afro-lateinamerikanische bekennende Homosexuelle, der in den Kongress gewählt wurde. Ab 2013 war er Mitglied des New York City Council und vertrat den Council District 15 im Stadtteil Bronx. Torres ist der erste bekennende Homosexuelle, der in der Bronx in ein Amt der Legislative gewählt wurde und das jüngste Mitglied, das jemals in den New York City Council gewählt wurde. Er war Vorsitzender des Committee on Public Housing und ist Vorsitzender des Oversight and Investigations Committee, wo er sich besonders auf die Probleme des Taximedaillonsystems und das städtische Third Party Transfer Program konzentrierte. 2016 war Torres Delegierter der Wahlkampagne von Bernie Sanders für die Präsidentschaftswahl 2020.

## Kindheit und Jugend
Torres ist Afro-Lateinamerikaner, sein Vater stammt aus Puerto Rico und seine Mutter ist Afroamerikanerin. Er wuchs mit seinem Zwillingsbruder und seiner Schwester bei seiner Mutter in Throggs Neck Houses, einem öffentlich geförderten Wohnviertel in östlichen Teil der Bronx, auf. Wegen Schimmelbefalls in der Wohnung erkrankte Torres an Asthma und war oft im Krankenhaus. Er bezeichnete die damalige Wohnsituation als „slumähnlich“. „Ich wurde von einer alleinerziehenden Mutter mit drei Kindern erzogen, die vom Mindestlohn leben musste, und wuchs mit Schimmel, Ungeziefer, Blei und undichten Leitungen auf.“ Er war sehr wütend darüber, dass auf der „anderen Straßenseite“ im Ferry Point Park der von der Stadt New York mit 269 Mio. US$ geförderte Golfplatz Trump Golf Links gebaut wurde, anstatt dass günstige Wohnungen für ums Überleben kämpfende New Yorker entstanden. Der Bau des Golfplatzes, der 2015 eröffnet wurde, dauerte 14 Jahre. Damals schwor er sich, für Menschen in seiner Situation zu kämpfen. Während er die Junior High School besuchte, wurde ihm bewusst, dass er homosexuell ist, aus Angst vor homophober Gewalt outete er sich jedoch nicht.
Torres besuchte die Herbert H. Lehman High School, war Mitglied der Antrittsklasse des Coro New York Exploring Leadership Program und war später Praktikant in den Büros des Bürgermeisters und des Attorney General von New York. Sein Coming-out hatte er als Sophomore. Torres begann ein Studium an der New York University, brach es aber zu Beginn des zweiten Studienjahre ab, weil er unter einer schweren Depression litt und im Zusammenhang mit seiner Sexualität mit Suizidgedanken kämpfte. Nach seiner Genesung arbeitete Torres wieder für das Mitglied des New York City Council James Vacca und wurde schließlich dessen Housing Director. In dieser Funktion inspizierte und dokumentierte er den Zustand von Gebäuden und stellte sicher, dass bauliche Probleme schnell und ausreichend gelöst wurden.

## Mitglied des New York City Council
Im Alter von 25 Jahren kandidierte Torres als Nachfolger von Joel Rivera im Council District 15 für den New York City Council. Dieser District umfasst Allerton, Belmont, Bronx Park, Claremont Village, Crotona Park, Fordham, Mount Eden, Mount Hope, Norwood, Parkchester, Tremont, Van Nest, West Farms und Williamsbridge in der Bronx. Torres wurde von den Demokraten als Kandidat für den New York City Council nominiert und gewann die Wahl. Er war der erste bekennende Homosexuelle in der Bronx, der von den Demokraten nominiert wurde und der Jüngste, der ein öffentliches Amt der Stadt bekleidete.

### Öffentlich geförderter Wohnraum
Bei seiner Wahl in den New York City Council forderte und bekam Torres den Vorsitz des Committee on Public Housing, das die New York City Housing Authority (NYCHA) beaufsichtigt. Die NYCHA war im Juli 2019 mit 176 000 Wohnungen in 325 Wohnkomplexen für über 400 000 einkommensschwache Einwohner das größte System von Sozialwohnungen und öffentlich geförderten Wohnungen der USA. Torres erklärte die Lebensbedingungen der am stärksten unterversorgten Einwohner zu einer Schlüsselpriorität. Laut des amerikanischen Zensus von 2010 gehört die South Bronx zu den ärmsten Distrikten der gesamten USA. In seiner Funktion half er dabei, 3 Mio. US$ für die Wohnungsgenossenschaft Concourse Village, Inc. in der South Bronx, die fast 1900 Wohnungen besitzt, bereitzustellen. Die Wohnungsgenossenschaft wird vom Mitchell-Lama Housing Program gefördert, das günstige Wohnungen für einkommensschwache Personen und den Kauf von Wohnungen unter Marktwert für Genossenschaften bietet. Torres sorgte auch dafür, dass die vom selben Programm geförderten Dennis Lane Apartments im Zentrum des Districts fast 1 Mio. US$ für Renovierungsarbeiten erhielten und spielte eine entscheidende Rolle dabei, das Versagen der Stadt bei der Problematik von Verunreinigungen durch Bleifarbe aufzudecken.
Im August 2019 kündigte Torres gemeinsam mit Vanessa Gibson, die ebenfalls Mitglied des City Council ist, das Gesetz Right To Counsel 2.0 an, das eine Ausweitung des Rechtsbeistands für von Zwangsräumung bedrohte Mieter der NYCHA vorsieht. Seit 2017 das ursprüngliche Gesetz, das Rechtsberatung während des gesamten Räumungsprozesses garantiert, in Kraft trat, konnten 84 % der betroffenen Mieter in ihren Wohnung bleiben. Das Gesetz trägt nach Ansicht des City Council dazu bei, dass Familien nicht getrennt werden und Verdrängung verhindert wird. Torres sagte: „Die NYCHA ist einer der schlimmsten Räumungsvollstrecker der Stadt, ...nicht nur einer der schlimmsten Vermieter, sondern einer der schlimmsten Räumungsvollstrecker. Allein 2018 haben 838 Familien ihre Wohnungen verloren, die in der Hand der NYCHA waren.“

### Kampf gegen die Verrechnung von Trinkgeldern
Im April 2019 arbeitete Torres an einem Gesetzesentwurf, der Unternehmen der Gig Economy verpflichten soll, offenzulegen, ob Trinkgelder der Mitarbeiter vom Lohn abgezogen werden. Lieferunternehmen, bei denen die Kunden per App bestellen und bezahlen, z. B. DoorDash, bei dem selbstständige Mitarbeiter Essen von Restaurants abholen und ausliefern, Prime Now von Amazon und Instacart, ermöglichen ihren Kunden in der Regel, zum Zahlungsbetrag ein Trinkgeld hinzuzufügen, verrechnen Trinkgelder danach aber mit der regulären Bezahlung. Torres bezeichnete dieses Vorgehen als Ausbeutung einer Unterschicht unabhängiger Vertragsarbeiter und hofft, dass der New York City Council diese Praxis vollständig verbieten kann. Die Gig Economy beschäftigt geschätzte 57 Mio. Mitarbeiter, die kaum Arbeitnehmerschutz und wenige oder gar keine sozialen Leistungen genießen, und ist weitgehend unreguliert. Torres’ Gesetz würde diese Unternehmen zur Transparenz hinsichtlich der Trinkgelder verpflichten, entweder durch eine ausdrückliche Erklärung in den Nutzungsbedingungen oder durch das Senden eines Hinweises, bevor die Transaktion abgeschlossen wird.

### Kredite für Taximedaillons
Im Januar 2018 wurde Torres vom Sprecher des City Council Corey Johnson zum Vorsitzenden des Oversight and Investigations Committee berufen. Er stellte fest, dass die Stadtverwaltung unter Bürgermeister Michael Bloomberg schon seit 2010, ein Jahr, ehe der Pionier der Onlinefahrvermittler Uber seine Leistungen in der Stadt anbot, wusste, dass die Taximedaillonpreise fallen könnten. Die Medaillons sind die offizielle Taxilizenzen und sind zahlenmäßig begrenzt. Die Besitzer nehmen für den Erwerb in der Regel hohe Kredite auf. Die Medaillons können weiterverkauft werden. Hauptsächlich aufgrund der Konkurrenz durch die Online-Taxis 2014 fielen die Medaillonpreise 2014 beträchtlich und im November 2015 verklagten Medaillonbesitzer die Stadt und Uber. 2017 betrug das Verhältnis von Online-Taxis zu lizenzierten Taxis schon fast 4:1 und viele Medaillonbesitzer standen wegen der gefallenen Medaillonpreise und des Mangels an Käufern vor dem Bankrott oder hohen Schulden. Torres nannte den Zusammenbruch des Medaillonmarktes ein warnendes Beispiel und einen der größten Regierungsskandale in der Geschichte New York Citys.
Im Juli 2019 beriet der City Council über Lösungen für das Problem der New Yorker Taxiindustrie. Die National Taxi Workers' Alliance befürchtete, das die NYC Taxi and Limousine Commission, die für die lizenzierten Taxis verantwortlich ist, Medaillons wissentlich zu überhöhten Preisen verkauft und dadurch 1 Mrd. US$ Einnahmen für die Stadtverwaltung erzielt hatte, was zur dramatischen Verschuldung Tausender Taxifahrer und selbst zu Selbstmorden geführt habe. Die 2018 gegründete Taxicab Medallion Sales Prices Task Force des New York City Council arbeitet an Regelungen für Medaillonbesitzer, die ihre Kredite nicht bedienen können.

### Recht auf Barzahlung
Im Juli 2019 legte Torres einen Gesetzentwurf vor, der sich mit dem bargeldlosen Zahlen in New Yorker Geschäften und Restaurants beschäftigt. Immer mehr Betriebe akzeptieren nur noch bargeldlose Zahlungen, sowohl aus Effizienzgründen als auch um Raubüberfällen vorzubeugen. Dadurch sind Menschen, die nur mit Bargeld zahlen können, benachteiligt. Der Federal Deposit Insurance Corporation zufolge hatten 2017 in den USA 6,6 % aller Haushalte kein Bankkonto; unter den afroamerikanischen Haushalten waren es sogar 16,9 % und unter den hispanischen Haushalten 14 %. In New York City hatte 2019 jeder neunte Haushalt kein Bankkonto, darunter auch Opfer von häuslicher Gewalt, die nicht ausfindig gemacht werden wollten, und undokumentierte Einwanderer, die hohe Hürden überwinden müssen, um ein Bankkonto zu eröffnen. Das Gesetz wurde im Januar 2020 verabschiedet. Es sieht eine Strafe für Betriebe vor, die keine Barzahlung akzeptieren, gestattet ihnen aber, Banknoten über einem Wert von 20 US$ abzulehnen. Es verbietet auch, für Barzahlung höhere Gebühren als für bargeldloses Zahlen zu erheben.

### Third-Party Transfer
Das Programm Third-Party Transfer (TPT) wurde 1996 von der New Yorker Stadtregierung unter Bürgermeister Rudy Giuliani gestartet. Ziel war die Übertragung heruntergekommener Mietshäuser mit Steuerschulden an Non-Profit-Organisationen durch das Department of Housing and Preservation (DHP), damit diese Häuser sanieren und verwalten und die Wohnungen an Menschen mit geringem Einkommen vermieten. Das sollte die Stadt von der Verantwortung für die Gebäude und die Mieter befreien. Das DHP arbeitete nach der Regel, dass in einem Steuer-Wohnviertel, in dem sich ein Gebäude mit – auch nur geringen – Steuerschulden befand, jedes zweite Gebäude für den TPT ausgewählt wurde. Bürgermeister Bill de Blasios Verwaltung nannte den TPT ein Werkzeug, um Häuser mit finanziellen Schwierigkeiten in problembeladenen Gegenden zu übernehmen.
Im Juli 2019 veröffentlichten Torres als Vorsitzender des Oversight and Investigation Committee und Robert Cornegy als Vorsitzender des Committees on Housing and Buildings einen gemeinsamen Bericht der beiden Committees über eine juristische Untersuchung des City Council zum TPT. In diesem Bericht wurde kritisiert, dass sowohl das DHP als auch das Department of Finance (DOF) der Stadt zahlreiche Gebäude mit afroamerikanischen und hispanischen Besitzern ausgewählt und übertragen hätten und dadurch diesen Communities Millionen von Dollar an über Generationen entstandenem Wohlstand entzogen hätten. Aus der Perspektive des Hausbesitzers gestaltet sich die Zwangsvollstreckung durch das TPT-Verfahren Torres zufolge deutlich anders und viel nachteiliger als eine typische Zwangsvollstreckung, wo der Besitzer einen Teil des Verkaufspreises des Hauses bekommt. Im TPT-Verfahren kann die Stadt den Eigentümer komplett enteignen. Das TPT-Verfahren beraubt Eigentümer, die Minderheiten angehören, des Gebäudes, seines Wertes und der investierten Ressourcen, und das alles ohne Kompensation.

### Einsatz für die LGBTQ-Community
Torres half mit, die erste Obdachlosenunterkunft für LGBTQ-Jugendliche in der Bronx zu eröffnen, und setzte sich für die Bereitstellung von Mitteln für LGBTQ-Seniorenzentren in allen fünf New Yorker Boroughs ein.

### Schusswaffen- und Bandengewalt
Im August 2019 verkündete Torres, dass der City Council 36,2 Mio. US$ für die Prävention von Schusswaffen- und Bandengewalt bereitstellt. Die Zahl der Vorfälle mit Schusswaffen ist in New York von 413 im ersten Halbjahr 2018 auf 551 im ersten Halbjahr 2019 gestiegen.

## U.S. Repräsentantenhaus
Torres hatte bereits 2016 erklärt, dass er eine politische Karriere anstrebe, und war als Kandidat für die Wahl des New Yorker Bürgermeisters im Gespräch. Sein Ziel sei es, „Landesmeister der armen Stadtbewohner“ zu sein. Im März 2019 bekundete er Interesse, bei der Wahl zum Repräsentantenhaus 2020 im 15. Kongresswahlbezirk gegen das damalige Mitglied des Repräsentantenhauses José Serrano anzutreten. Nachdem Serrano angekündigt hatte, nicht mehr kandidieren zu wollen, verkündete Torres seine Bewerbung als Kandidat für das Repräsentantenhaus, dabei machte er auch öffentlich, dass er an Depressionen litt. Torres nannte als Schwerpunkte seines künftigen Engagements im Repräsentantenhaus die Neugestaltung der öffentlichen Förderung von Wohnraum und den Kampf gegen Probleme konzentrierter Armut, was nach seiner Ansicht nur auf nationaler Ebene möglich sei. Der 115. Kongresswahlbezirk ist in Bezug auf das mittlere Einkommen der ärmste der USA. Torres setzt sich u. a. für möglichst viele Sozialwohnungen und für bezahlbaren Wohnraum ein. Er wurde jedoch dafür kritisiert, dass er für seinen Wahlkampf auch Spenden der Immobilienbranche annahm.
Torres’ Hauptkonkurrent bei der Vorwahl der Demokraten, bei der die Kandidaten der Kongresswahlbezirke bestimmt werden, war Rubén Díaz, ein konservativer Demokrat und Pfarrer der Pfingstkirche, der sich öffentlich gegen gleichgeschlechtliche Ehen aussprach. In den amerikanischen Medien wurde die Gegensätzlichkeit der beiden Bewerber in Bezug auf ihr Alter, ihre Erfahrung und ihre Haltung zu Homosexualität hervorgehoben. Während Torres offen homosexuell ist, ist Díaz laut der New York Times und LGBTQ Nation schon seit Jahrzehnten durch homophobe Äußerungen aufgefallen. Torres sagte, Díaz sei in seinen Augen vom Temperament her und ideologisch nicht von Donald Trump zu unterscheiden.
Torres siegte bei der Vorwahl für den 15. Kongresswahldistrikt am 23. Juli 2020 deutlich gegen seine Mitbewerber. Bei der Wahl zum Repräsentantenhaus gewann Torres den 15. Kongresswahlbezirk und ist damit neben Mondaire Jones im 17. Kongresswahlbezirk der erste schwarze offen homosexuelle Kongressabgeordneter in der Geschichte der USA. Er hat sein Amt am 3. Januar 2021 angetreten.
Bei der Vorwahl zur Kongresswahl 2022 hatten weder Torres noch der Republikaner Stylo Sapaskis Gegenkandidaten. Am 8. November 2022 gelang Torres die Wiederwahl. Torres hatte bei dieser Wahl zum 118. Kongress 82,8 % der Stimmen erhalten. Bei der Kongresswahl 2024 zum 119. Kongress hatte er in der Vorwahl wieder keinen Gegenkandidaten, auch Gonzalo Duran war bei den Republikanern der einzige Kandidat geblieben. Torres gewann im November 2024 gegen Duran und einen unabhängigen Kandidaten mit 76,5 %. Seine aktuelle Legislaturperiode im Repräsentantenhaus des 119. Kongresses dauert noch bis zum 3. Januar 2027.